# Hippodrome de Hanshin
L'hippodrome de Hanshin (阪神競馬場, Hanshin-keibajō) est situé à Takarazuka, dans la préfecture de Hyogo, au Japon. Sa capacité est de 139 000 spectateurs, et il est principalement utilisé pour le sport hippique. Le terrain appartenait à l'origine à la Kawanishi Aircraft Company, qui fabriquait des avions de combat durant la Seconde Guerre mondiale. Au terme de la guerre, le commandement suprême des forces alliées ordonne à la société de cesser de fabriquer des avions de combat, ce qui mène à la fermeture de l'usine. En 1948-1949, Keihanshin Keiba K.K. construit l'hippodrome de Hanshin. La gestion de cet hippodrome est transférée à la Japan Racing Association en 1955. Des travaux majeurs de reconstruction sont achevés en 1991, une autre vague de travaux se termine en 2006.

## Description
L'hippodrome de Hanshin a deux pistes de gazon, une piste en terre, et une piste de saut. 
Il est le second plus grand hippodrome de l'Ouest du Japon, après celui de Kyoto.
Le gazon de l'ovale extérieur (外回り, sotomawari) mesure 2 089 m (11⁄4 miles + 254 pieds), et celle de l'ovale intérieur (内回り, uchimawari) mesure 1 689 m (1 mile + 261 pieds). Deux pistes permettent des courses sur des distances de 1 800 m / 1 400 m et 2 600 m / 2 200 m, respectivement. Les courses peuvent être courues selon les paramètres de la « piste A » ou de la « piste B » (rail extérieur de 4 mètres).
Le champ de course en terre mesure 1 518 mètres (7/8 mile + 360 pieds), dont 1 400 m de piste.
La piste extérieure ovale de 2 089 m de long fait partie de la reconstruction majeure terminée en 2006, et a été dotée d'une extension de 400 m. Cette reconstruction a supprimé deux vieilles pistes précédemment utilisées, dont une de 1 600 m réformée pour être incluse à la piste ovale intérieure de 1 689 m de long. La reconstruction (jusqu'à ce que le champ de courses soit reconstruit à l'identique) a contraint l'organisation de certaines courses de l'hippodrome de Hanshin sur d'autres hippodromes, dont l'hippodrome de Chukyo et l'hippodrome de Kyoto, durant la seconde période de travaux.
L'hippodrome de Hanshin a accueilli la Japan Cup à partir de 2008 ; les courses précédentes s'étant tenues à l'hippodrome de Fuchu. Elle a été déplacée vers Chukyo depuis 2015, et porte désormais le nom de Japan Cup Dirt.